# Dorothee Sölleová
Dorothee Steffensky-Sölleová, rodným příjmením Nipperdey (3. září 1929 Kolín nad Rýnem – 27. dubna 2003 Göppingen) byla německá protestantská teoložka, představitelka křesťanského směru teologie osvobození, pacifistka, spisovatelka a autorka termínu „křesťanský fašismus“.
Ke klíčovým dílům se řadí kniha Gott denken (Myšlení o Bohu), vydaná v roce 1990.

## Životopis

### Akademická dráha
Narodila se v roce 1929 do rodiny soudce Hanse Carla Nipperdeye. Vystudovala teologii, filosofii a literaturu na univerzitě v Kolíně nad Rýnem. Následně krátce vyučovala v Cáchách a poté se vrátila na kolínskou alma mater, kde se roku 1971 habilitovala. Následně odjela učit do Spojených států, kde v roce 1975 úspěšně podstoupila jmenovací řízení a na newyorském Union Theological Seminary získala řádnou profesuru v oboru systematická teologie. V roce 1987 se vrátila do Evropy, kde postupně přednášela v Kasselu, Basileji a konečně v Hamburku, v němž se roku 1994 stala mimořádnou profesorkou. Podle svých slov ji nejvíce ovlivnili myslitelé Søren Kierkegaard, Dietrich Bonhoeffer, Rudolf Bultmann a Martin Buber.

### Postoje
Jako levicově smýšlející pacifistka vystupovala proti Vietnamské válce, zbrojení v rámci bipolárního konfliktu a nespravedlnostem v rozvojovém světě. V období 1968–1972 organizovala politicky zaměřené večerní modlitby „Politisches Nachtgebet“, na nichž se scházeli právníci a věřící dalších profesí. Za blokování amerických základen na německém území byla dvakrát odsouzena.

### Soukromý život
Prvním mužem se v roce 1954 stal malíř Dietrich Sölle. Do manželství se narodily tři děti, syn Martin (* 1956) a dcery Michaela (* 1957) a Caroline (* 1961). Po rozvodu si v roce 1969 vzala Fulberta Steffenskyho, s nímž měla dceru Mirjam (* 1970). Zemřela v dubnu 2003 na infarkt myokardu.

## Výbor z díla
- Stellvertretung. Ein Kapitel Theologie nach dem 'Tode Gottes', Stuttgart 1965, rozšířené vydání Neuauflage 1982 (Zastoupení. Kapitola z teologie po ´smrti Boha´)
- Atheistisch an Gott glauben. Beiträge zur Theologie, Olten und Freiburg, 1968 (Ateisticky věřit v Boha)
- Phantasie und Gehorsam. Überlegungen zu einer künftigen christlichen Ethik, Stuttgart, 1968 (Fantazie a poslušnost) – obhajoba štěstí
- Meditationen & Gebrauchstexte. Gedichte, Berlin, 1969, ISBN 978-3-87352-016-5
- Politische Theologie. Auseinandersetzung mit Rudolf Bultmann, Stuttgart, 1971, rozšířené vydání Neuausgabe Stuttgart 1982 (Politická teologie. Rozklad s Rudolfem Bultmannem)
- Leiden, Stuttgart, 1973, ISBN 978-3-7831-2248-0 (Utrpení)
- Die revolutionäre Geduld. Gedichte, Berlin, 1974, ISBN 978-3-87352-026-4
- Die Hinreise. Zur religiösen Erfahrung. Texte und Überlegungen, Stuttgart, 1975 (Směřování. Texty a úvahy k náboženské zkušenosti)
- Sympathie. Theologisch-politische Traktate, Stuttgart, 1978 (Sympatie. Teologicko-politický traktát)
- Fliegen lernen. Gedichte, Berlin, 1979, ISBN 978-3-87352-501-6
- Wählt das Leben, Stuttgart, 1980 (Vyvol si život)
- Spiel doch von Brot und Rosen. Gedichte, Berlin, 1981, ISBN 978-3-87352-502-3
- Aufrüstung tötet auch ohne Krieg, Stuttgart, 1982 (Zbrojení zabíjí také bez války)
- Verrückt nach Licht. Gedichte, Berlin, 1984, ISBN 978-3-87352-503-0
- Lieben und arbeiten. Eine Theologie der Schöpfung, Stuttgart, 1985 (Milovat a pracovat. Teologie stvoření)
- Und ist noch nicht erschienen, was wir sein werden. Stationen feministischer Theologie, DTV, München, 1987, ISBN 3-423-10835-5
- Zivil und ungehorsam. Gedichte, Berlin, 1990, ISBN 978-3-87352-504-7
- Gott denken, 1990
- Träume mich Gott. Geistliche Texte. Mit lästigen politischen Fragen, Wuppertal 1995
- Gegenwind. Erinnerungen, Hamburg, 1995, ISBN 978-3-455-08584-6 (Protivítr) – autobiografie
- Mystik und Widerstand - »Du stilles Geschrei«, Hamburg, 1997, ISBN 3-455-08583-0 (Mystika a odpor)
- Loben ohne Lügen. Gedichte, Berlin, 2000, ISBN 978-3-87352-505-4
- český výbor Daruj mi dar plačícího boha, z vybraných textů přeložila Magdalena Šipka, Praha : Biblion 2019[6]